# Mario Salmi
Mario Salmi (San Giovanni Valdarno, 14 giugno 1889 – Roma, 16 novembre 1980) è stato uno storico dell'arte e critico d'arte italiano.

## Biografia
Conseguì nel 1910 la laurea in Giurisprudenza all'Università di Pisa, discutendo una tesi sulle problematiche della tutela del patrimonio artistico in Italia, per poi perfezionarsi in storia dell'arte all'Università di Roma.
Insegnò a Pisa, quindi a Firenze e infine a Roma, dove tenne l'insegnamento di Storia dell'arte medievale e, per qualche anno, anche quello di Storia dell'arte moderna. Nel 1964 fu nominato professore emerito.
La sua opera scientifica fu incentrata principalmente sull'arte romanica e rinascimentale, con una particolare predilezione per l'opera di Piero della Francesca. Tuttavia, rispetto a queste principali aree d'interesse, egli spaziò su un campo molto più ampio che andava dall'arte paleocristiana fino alle manifestazioni barocche, riuscendo poi a focalizzare l'interesse su ambiti e periodi, come l'arte copta, fino ad allora ingiustamente negletti o sottovalutati dalla critica: si deve alla sua iniziativa, congiunta a quella di altri studiosi e medievisti di vaglia, se nel 1952 fu fondato il "Centro italiano di studi sull'alto medioevo", che riportò al centro dell'attenzione scientifica un periodo storico lasciato ai margini e da lui rivalutato. Sempre alla sua sensibilità critica si deve la prima attenzione scientifica e accademica verso le cosiddette arti minori.

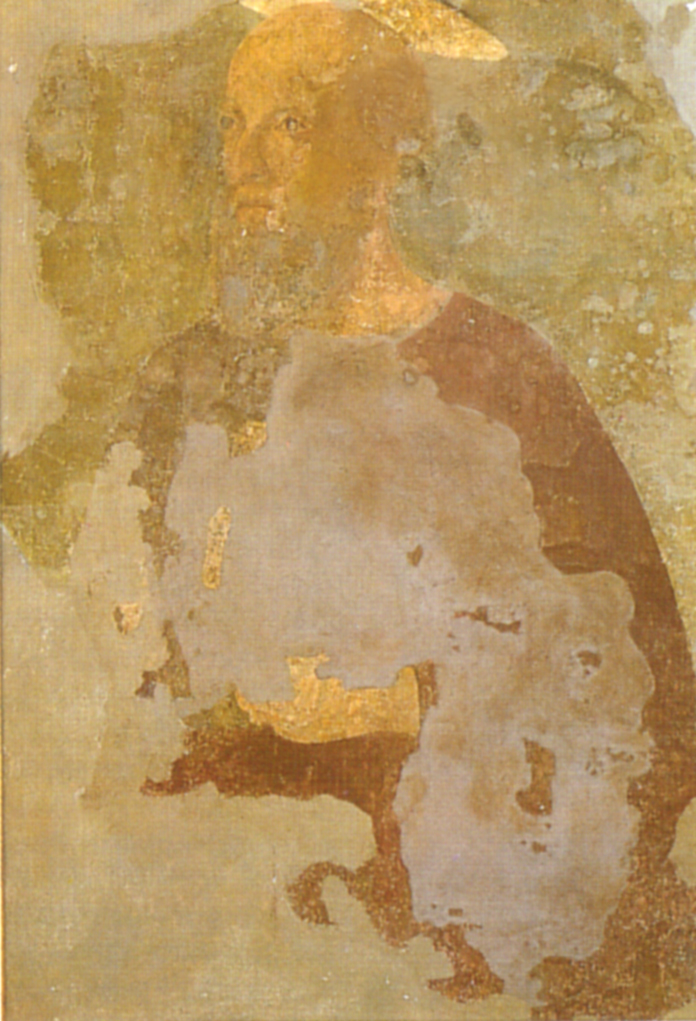
Affresco frammentario della Pinacoteca comunale di Città di Castello di Luca Signorelli

Nel 1953 nel ruolo di Presidente del Comitato esecutivo della Mostra di Luca Signorelli nel Cinquecentenario della nascita, posticipato a causa degli eventi bellici, dislocata a Cortona e a Firenze, sotto l'Alto Patrocinio del Presidente della Repubblica Luigi Einaudi, Mario Salmi parla, nella Prefazione allo stesso Catalogo, di ricerca filologica e critica che va di pari passo con la conoscenza e la divulgazione di Signorelli presso il vasto pubblico. Quale esempio concreto prende l'affresco frammentario collocato alla Pinacoteca comunale di Città di Castello. Nello stesso volume Margherita Moriondo, alla sezione Catalogo delle opere, inserendo quale prima immagine l'affresco frammentario del Signorelli ne traccia una dettagliata scheda dove tra l'altro si legge: «L'affresco del Signorelli rappresentava la Vergine col Bambino, fra San Girolamo e San Paolo, (...), il quale tuttavia, secondo una recente ipotesi di Salmi (1951), si può immaginare per mezzo di un dipinto su tela, di qualche decina d'anni più tardi del nostro, nella chiesa parrocchiale di Micciano in comune di Anghiari».

## Metodo
La sua attenzione si rivolgeva, in molti casi, a settori di studio tradizionalmente messi in ombra dall'interesse predominante per le manifestazioni più grandi e magniloquenti dell'arte. In un periodo in cui era dominante in Italia la prospettiva estetica segnata dall'idealismo crociano, Mario Salmi si accostava a quei campi negletti con un'analisi critica che muoveva, prima che dall'esperienza estetica, da un rigoroso approccio storico e filologico, a cui non faceva mai mancare una minuziosa ricognizione diretta, che egli portava a termine raggiungendo gli oggetti di studio - affreschi, sculture, chiese, pievi - ovunque essi fossero, perfino nelle località più sperdute, irraggiungibili e impervie.
Il suo metodo filologico lo portava così a dedicare intense energie anche a monumenti considerati minori, e per questo trascurati, attraverso un'analisi minuziosa dell'opera artistica o architettonica: un'esemplificazione di questo metodo lo si trova negli studi dedicati alla Basilica di San Salvatore di Spoleto, che egli mise al centro dell'intera sua iniziativa didattica durante le lezioni tenute a Firenze nell'anno accademico 1945-1946, in cui il monumento fu analizzato "pietra su pietra". Tali studi sfoceranno, 5 anni più tardi, in una minuziosa edizione monografica dedicata al monumento spoletino.

## Tutela del sistema paesaggistico e vegetazionale
Fin dalla tesi di laurea, Salmi fu sempre sensibile alle tematiche della tutela del patrimonio culturale. La sua concezione del problema trascendeva la semplicistica esigenza della conservazione delle emergenze artistiche, e fu inserita in una visione di salvaguardia più ampia dell'intero sistema paesaggistico, incluso l'aspetto forestale e vegetazionale. Particolarmente innovativa, nel 1965, fu la sua prolusione "Arte-paesaggio-foreste" in cui mostrava l'importanza delle salvaguardia del paesaggio italiano attraverso la tipicità della sua vegetazione, un tema allora quasi da alcuno avvertito, in un'epoca in cui si andava a grandi passi verso l'irreversibile inquinamento del patrimonio floristico e vegetale dovuto al massiccio inserimento, nel tessuto paesaggistico, di estranee essenze forestali.
Nonostante ciò Salmi fu anche protagonista di operazioni molto discusse, come partecipare alla commissione che di fatto smembrò la Collezione Contini-Bonacossi, facendo finire all'estero numerosi capolavori (Zurbarán, Piero della Francesca, Giovanni Bellini, Giovanni Girolamo Savoldo...); gli strascichi polemici della vicenda, dopo alcune interrogazioni parlamentari gli valsero anche una denuncia per "truffa ai danni dello Stato". Nell'ambiente altamente competitivo degli studi storico-artistici dell'epoca, quando venne preferito a Roberto Longhi per la cattedra nell'Università di Roma è rimasta celebre la frase che pronunciò Bernard Berenson (per quanto con lo stesso Longhi esistesse una sorta di rivalità): «è stato negletto un genio a favore di un insetto».

## Affiliazioni, riconoscimenti e allievi
Accademico d'Onore all'Accademia delle arti del disegno nel 1929 e nel 1952, Salmi fu socio di varie istituzioni e affiliazioni scientifiche internazionali, come l'Accademia Nazionale dei Lincei, e l'Accademia di Francia. Fu inoltre attivo nell'Istituto Nazionale di Studi sul Rinascimento, da lui fondato nel 1937, e nella Commissione Nazionale Vinciana, istituzioni che furono entrambe da lui presiedute.
Fu supervisore dell'opera scientifica Enciclopedia Universale dell'Arte, pubblicata in più volumi a partire dal 1958, e alle cui uscite, già a partire dal 1959, fece prontamente seguito la pubblicazione in inglese.
Numerosi furono i suoi allievi tra le università di Pisa, Firenze e Roma. Tra questi si possono ricordare Enzo Carli, Umberto Baldini e Giovanni Carandente.

## Principali pubblicazioni
- (con Basile Khvoshinsky), I pittori toscani dal XIII al XVI secolo, 2 voll., Roma, Loescher, 1912-14
- (EN)  The "Last Supper" by Leonardo da Vinci and the church of "Le Grazie" in Milan, Fratelli Treves, 1926
- L'architettura romanica in Toscana, Bestetti e Tumminelli, 1928
- La scultura romanica in Toscana, Rinascimento del libro, 1928 
  - (EN)  Romanesque sculpture in Tuscany, 1928
- Masaccio, Weber, 1935
- Paolo Uccello, Andrea del Castagno, Domenico Veneziano, Casa editrice d'arte "Valori plastici", 1936
- L'Abbazia di Pomposa, Libreria dello stato, 1938
- Il Palazzo dei Cavalieri e la Scuola normale superiore di Pisa, Nicola Zanichelli, 1932
- L'arte italiana, 3 volumi, 1940-1942
- Piero della Francesca e il Palazzo ducale di Urbino, Le Monnier, 1945
- Masaccio, Masolino, Filippino Lippi, Arti grafiche Amilcare Pizzi, 1945
- Disegni di Francesco di Giorgio nella collezione Chigi Saracini, Ticci, 1947
- Prefazione al Catalogo Mostra di Luca Signorelli sotto l'Alto Patrono del Presidente della Repubblica Luigi Einaudi, Firenze 1953
- Luca Signorelli, Istituto geografico De Agostini, 1953 [1956]
  - (EN)  Luca Signorelli, W. Goldman, 1955
- Grandi maestri del '400, Vallecchi, 1950
- Lezioni di storia dell'arte medievale, Edizioni dell'Ateneo, 1950
- Postille alla mostra di Arezzo, in Commentari, 1951
- La Basilica di San Salvatore di Spoleto, Firenze, Leo S. Olschki, 1951
- Masaccio, Arti grafiche Amilcare Pizzi, 1951
- L'arte italiana, Sansoni, 1952
- La miniatura fiorentina gotica, Fratelli Palombi, 1954
- San Domenico e San Francesco in Arezzo, Del Turco Editore, 1954
- (EN)  Italian miniatures, H. N. Abrams, 1954 [1956], [1957, Collins]
- La miniatura italiana, Electa editrice, 1956 [1981]
- (DE)  Italienische Buchmalerei, Hirmer, 1956
- (FR)  L'enluminure italienne, Arts et Métiers Graphiques, 1956
- Cosmè Tura, Electa Editrice, 1957
- Enciclopedia universale dell'arte, 15 voll. Venezia-Roma, Istituto per la Collaborazione Culturale, 1958-1967
  - (EN)  Encyclopedia of World Art, 15 voll., New York, McGraw-Hill, 1959-1968
- La chiesa inferiore di San Francesco di Arezzo di Mario Salmi, De Luca, 1960
- Andrea del Castagno, Istituto Geografico de Agostini, 1961
- (DE)  Romanische Kirchen in der Toskana, H. Carl, 1961
- The Abbey of Pomposa, Istituto Poligrafico dello Stato, Libreria dello Stato, 1965
- (con Charles de Tolnay), Michelangelo: artista, pensatore, scrittore, 2 voll., Novara, Comitato nazionale per le onoranze a Michelangelo e De Agostini, 1965
- (EN)  (con Charles de Tolnay) Drawings of Michelangelo: 103 Drawings in Facsimile
- (con Raffaello De Ruggieri), Le chiese rupestri di Matera, Roma, De Luca, 1966
- Michelangelo, Accademia Nazionale dei Lincei, 1966
- (EN)  The Complete Work of Michelangelo, 2 voll., Londra, Macdonald, 1966
- Civiltà fiorentina del primo Rinascimento, Sansoni ed., 1967
- Enrico Barfucci, 1968
- Mito e realtà di Leonardo, Editrice G. Barbèra, 1968
- Civiltà artistica della terra aretina, De Agostini, 1971
- (EN)  Grimani Breviary, Overlook Press, 1974
- La pittura di Piero della Francesca, 1979
- Parvae Favillae. Scritti di storia dell'arte dal Tardo Antico al Barocco, a cura di Maria Cristina Castelli, Maria Grazia Ciardi-Dupré Dal Poggetto, Polistampa, 1989
- Storie di Bizzoche: tra Umbria e Marche. Raccolta di Studi e Testi - Edizioni di Storia e Letteratura, Roma 1995, p. 71 ISBN 9788884989192
- (EN)  Raffaello (Raphael) (con Luisa Becherucci, Alessandro Marabottini, Anna Forlani Tempesti), Grange Books, 1999